# Gijs Wanders
Gijs Wanders (Winschoten, 13 april 1950) is een Nederlands journalist en schrijver van kinderboeken. Hij was tot 30 augustus 2005 presentator en verslaggever bij de NOS.

## Biografie
Wanders begon in 1970 als journalist bij de Winschoter Courant. Hier kreeg hij te maken met veel sociale actie vanwege fabrieksstakingen. Oost-Groningen was in die tijd een bolwerk van het Nederlandse communisme. Na drie jaar vertrok hij om samen met zijn vrouw een wereldreis te maken. Hierna trad hij in dienst bij het Nieuwsblad van het Noorden.
Omdat hij graag internationaal wilde werken nam Wanders na een jaar ontslag, om vanaf dat moment als freelancer verder te gaan. Hij maakte reportages in probleemgebieden, onder andere voor weekblad De Tijd, de VARA, de NOS en Avenue.

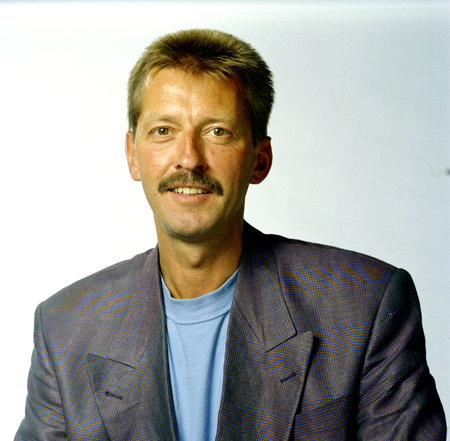
Gijs Wanders in 1992

In 1980 trad hij in dienst bij de NOS als medewerker en later eindredacteur van het radioprogramma Met het Oog op Morgen. Na enige tijd wisselde hij naar het televisie programma Panoramiek waar hij eigen buitenlandreportages maakte. Nadat Panoramiek werd opgeheven stapte hij over naar het Journaal. Hij was enige tijd eindredacteur van het Jeugdjournaal, maar ging na een half jaar toch weer terug naar het 'grote mensen'-journaal, waar hij presentator werd en verslag deed tijdens staatsbezoeken, crises en rampen zoals de orkaan Mitch in Midden-Amerika, zware aardbevingen in Turkije en de Palestijnse intifada.
Wanders was de presentator van het extra ingelaste NOS Journaal dat op 6 oktober 2002 om 20:42 de dood van prins Claus bekendmaakte.
Op 20 augustus 2004 werd na een door het KRO-programma Reporter aangespannen WOB-procedure bekend dat Wanders in twee jaar tijd 200.000 euro had bijverdiend bij het UWV als dagvoorzitter, gespreksleider en adviseur. Wanders had verzuimd zijn nevenactiviteiten ter goedkeuring voor te leggen aan hoofdredacteur Hans Laroes, hetgeen in strijd was met de huisregels van het NOS Journaal. Hij beloofde met bijklussen te stoppen. Op 30 augustus 2005 nam hij afscheid van het NOS Journaal om zich te wijden aan dagvoorzitterschappen, het schrijven van kinderboeken en het maken van reportages voor EénVandaag over Afghanistan. Een ervan was over de door hem georganiseerde marathon van Uruzgan. Hij nam speelsters van het Nederlands elftal mee om een clinic te geven aan vrouwen van het Afghaanse nationale team, uitgezonden door Studio Sport. Zijn documentaire Timo en de kinderen van Tarin Kowt gaat over de gesneuvelde militair Timo Smeehuijzen. Wanders interviewde Smeehuijzens ouders die hun verdriet wilden delen met de ouders van negen Afghaanse kinderen die bij dezelfde aanslag waren omgekomen en nam het interview mee naar Uruzgan. Hij filmde de reactie van de Afghaanse ouders.
Naast het presenteren van congressen en het maken van films voor bedrijven werkt Gijs Wanders vaak aan multimediale projecten. Zo maakte hij enkele theatervoorstellingen met zangeres Glennis Grace en het Defensie-orkest Bereden Wapens. Met vriend en kunstschilder Herman van Hoogdalem zette hij het project Gezichten van dementie op, een drieluik bestaande uit een expositie (Drents Museum), een boek (uitg. WBooks) en een aantal korte documentaires. Wanders is nauw betrokken bij de Nederlandse Veteranendag. Hij is lid van het gelijknamige comité. Meerdere malen heeft hij tijdens Veteranendag een voorstelling verzorgd in de Ridderzaal.
Wanders heeft vijf jeugdromans geschreven, uitgegeven door Lemniscaat. Hij is een fervent marathonloper. De 25e marathon liep hij in 2011 in Rio de Janeiro, begeleid door 10 ex-drugssoldaten die door de Nederlander Nanko van Buuren en zijn IBISS Foundation uit de drugswereld zijn gehaald. In 2012 reisde Wanders opnieuw naar Rio, deze keer met een groep kunstenaars. Ze leerden de stad kennen aan de hand van tien inwoners van de stad, van een danseres tot een architect en van een voetbalcommentator tot een vuilnisscheider. De indrukken werden verwerkt in een multimediaal project als opmaat naar het WK voetbal in 2014 en de Olympische Spelen in 2016. In 2014 kwam het boek Rafels van Rio uit, waarin de verhalen die Wanders opdeed in de favela's van Rio de Janeiro zijn verwerkt.
Op 28 mei 2025 werd Wanders benoemd tot ridder in de Orde van Oranje Nassau. 